# Prison d'État de Floride
Florida State Prison
La prison d’État de Floride (en anglais : Florida State Prison ou FSP), aussi connue sous le nom de prison de Starke (à cause de sa proximité avec la ville de Starke) ou de prison Raiford, est un pénitencier correctionnel qui se situe à Raiford, en Floride dans le comté de Bradford.

## Histoire
L'institution s'est ouverte en 1961, bien que sa construction ne fut vraiment achevée qu'en 1968. Aujourd'hui, la prison est un établissement de sécurité maximum, dans laquelle sont internés les plus dangereux criminels de Floride, avec une population carcérale de plus de 1 400 prisonniers, FSP est une des plus grandes prisons de l'état. C’est aussi à Starke que sont internés et exécutés les condamnés à mort, par la chaise électrique jusque 2000, aujourd’hui par injection létale. Ted Bundy, Paul Jennings Hill, Gerald Stano ou encore Aileen Wuornos furent parmi les prisonniers les plus célèbres qui y furent exécutés.

## Galerie

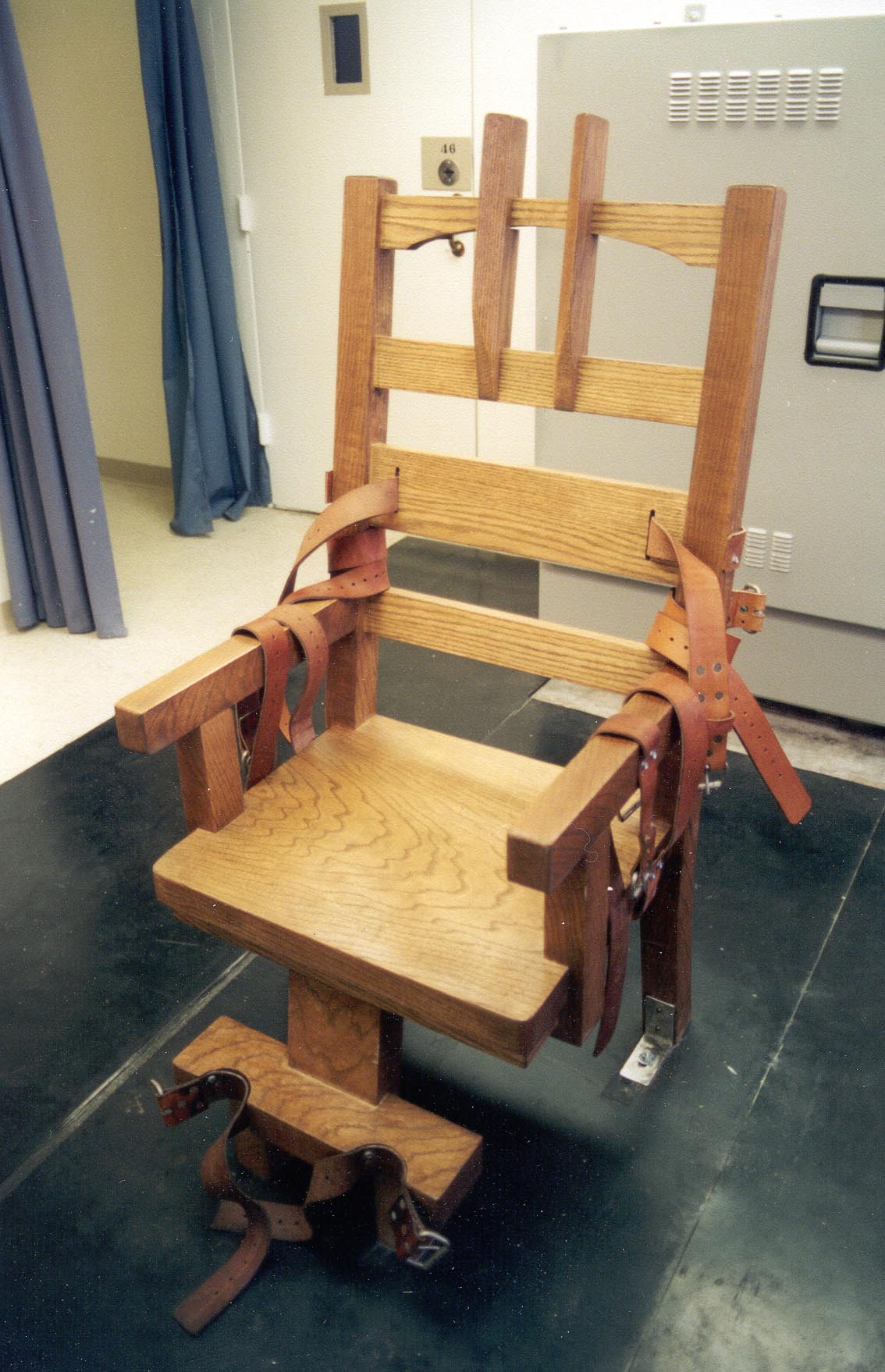
Chaise électrique de la prison
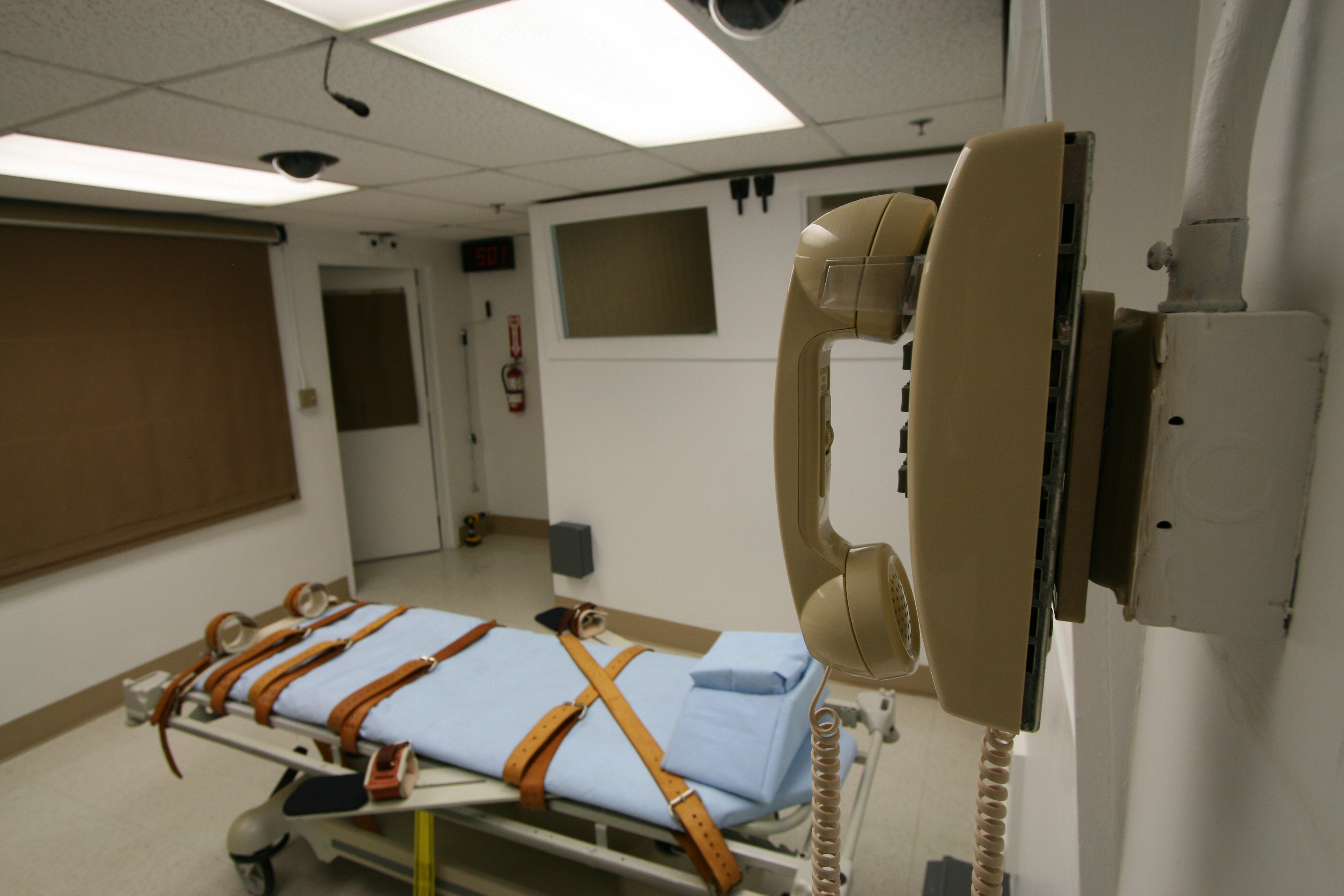
Chambre d'exécution